# Frederic River
Der Frederic River ist ein Fluss im Südwesten des australischen Bundesstaates Western Australia.

## Geografie
Der Fluss entspringt an den Südhängen der Darling Range. Von dort fließt er nach Nordwesten, wo er rund acht Kilometer westlich von Beela in den Brunswick River mündet.